# Vulpia pectinella
Vulpia pectinella là một loài thực vật có hoa trong họ Hòa thảo. Loài này được (Delile) Boiss. miêu tả khoa học đầu tiên năm 1884.